# Skloňování
Skloňování (deklinace) je jmenná flexe, tedy ohýbání slovních druhů, jako jsou podstatná jména, přídavná jména, zájmena, číslovky, členy apod. Je obdobou časování sloves.
Skloňování spočívá v obměnách tvarů slovní jednotky (lexému), aniž by přitom došlo ke změně jejího základního významu. Děje se tak obvykle pomocí afixů, nejčastěji koncovek, anebo obměnami kořenů slov.
Skloňování vedle dalších gramatických prostředků (slovosled, předložky aj.) slouží k vyjadřování syntaktických vazeb mezi jednotlivými větnými členy.
Skloňování umožňuje vyjádřit různé mluvnické kategorie, jako např. pád, číslo, rod, způsob.
Nejvíce se uplatňuje u flektivních (např. slovanské vč. češtiny, latina) a aglutinačních jazyků (např. maďarština). Nejméně (či vůbec) se uplatňuje v analytických (izolačních) jazycích, jako je např. angličtina či francouzština.

## Mluvnické kategorie
Mluvnické kategorie se v různých jazycích dají vyjádřit v různé míře. V některých jazycích mohou chybět úplně.

### Pád
Kategorie pádu vyjadřuje různé funkce jména ve větách (výpovědích), jako je např. podmět, předmět, určení původce, vlastníka, místa, směru apod. V analytických jazycích tyto funkce nahrazují pomocná slova jako předložky či záložky, příslovce apod., např. angl. to Peter, čes. Petrovi.
V syntetických jazycích tyto prostředky obvykle existují současně, určitá předložka/záložka se pojí jen s určitým pádem. Pojí-li se předložka s více pády, vyjadřuje se tím různý význam jako např. směr a místo. Viz české na stůl a na stole.

### Číslo
Číslo je kategorie mající vztah k počtu. Nejčastěji vyjadřuje opozici jeden x více, tedy jednotné (singulár) a množné číslo (plurál). Toto rozlišení mají obvykle i jazyky s omezeným skloňováním, viz např. anglické day – days (den – dny), man – men (muž – muži).
Méně často tato kategorie vyjadřuje i jiný počet. Číslo dvojné (duál), např. ve slovinštině, vyjadřuje počet 2. Pozůstatky duálu ve skloňování najdeme i češtině (dva, oba, ruce, nohy, oči, uši). Melanéské jazyky znají i číslo trojné (triál) či čtverné (kvadrál). Neurčitý počet, málo (vs. mnoho), vyjadřuje paukál (např. v arabštině u některých podstatných jmen).

### Rod
Jmenný rod je kategorie, která různou měrou souvisí s povahou pojmenovaných skutečností a ovlivňuje skloňování. Může mít vztah k pohlaví (rod mužský – maskulinum, ženský – femininum, střední – neutrum), životnosti (životný – animatum, neživotný – inanimatum), rozlišovat osoby a neosoby aj.
Mluvnický rod však nemusí být v přímé souvislosti se skutečnou povahou věci. V češtině u živých bytostí obvykle odpovídá jejich pohlaví (např. muž, žena), neživé věci však mohou být rodu středního (město), mužského (hrad) i ženského (škola). Mužský rod se dle přirozené povahy dále dělí na životný (staří muži) a neživotný (staré hrady).
V románských jazycích obvykle neexistuje rod střední, v některých germánských jazycích (např. švédštině a dánštině) mužský a ženský rod splynuly do rodu společného.
Obdobou rodu ve svahilštině jsou jmenné kategorie, kterých je celkem 22 a závisejí na povaze pojmenovávané skutečnosti (lidé, zvířata, věci, stromy, abstraktní pojmenování aj.).
O kategorii rodu hovoříme, pokud ovlivňuje přiřazení jména ke vzoru skloňování, případně se projeví v mluvnické shodě adjektivního přívlastku s podstatným jménem. Aglutinační jazyky (maďarština, finština) kategorii rodu většinou neznají. Angličtina rod mluvnicky také nerozlišuje, projeví se pouze u osobních a přivlastňovacích zájmen 3. osoby singuláru (he – on, she – ona, it – ono), která zastupují podstatná jména podle jejich přirozeného rodu.

## Příklad skloňování
Následující příklad uvádí skloňování spojení přídavného a podstatného jména v různých rodech v češtině.
| Číslo    | Pád | Pád          | Pádová otázka     | Rod mužský životný | Rod mužský neživotný | Rod ženský     | Rod střední       |
| -------- | --- | ------------ | ----------------- | ------------------ | -------------------- | -------------- | ----------------- |
| Jednotné | 1.  | Nominativ    | kdo? co?          | mladý muž          | mladý stát           | mladá žena     | mladé zvíře       |
| Jednotné | 2.  | Genitiv      | koho? čeho?       | mladého muže       | mladého státu        | mladé ženy     | mladého zvířete   |
| Jednotné | 3.  | Dativ        | komu? čemu?       | mladému muži       | mladému státu        | mladé ženě     | mladému zvířeti   |
| Jednotné | 4.  | Akuzativ     | koho? co?         | mladého muže       | mladý stát           | mladou ženu    | mladé zvíře       |
| Jednotné | 5.  | Vokativ      | oslovení          | mladý muži!        | mladý státe!         | mladá ženo!    | mladé zvíře!      |
| Jednotné | 6.  | Lokál        | (o) kom? (o) čem? | mladém muži        | mladém státě         | mladé ženě     | mladém zvířeti    |
| Jednotné | 7.  | Instrumentál | kým? čím?         | mladým mužem       | mladým státem        | mladou ženou   | mladým zvířetem   |
| Množné   | 1.  | Nominativ    | kdo? co?          | mladí muži         | mladé státy          | mladé ženy     | mladá zvířata     |
| Množné   | 2.  | Genitiv      | koho? čeho?       | mladých mužů       | mladých států        | mladých žen    | mladých zvířat    |
| Množné   | 3.  | Dativ        | komu? čemu?       | mladým mužům       | mladým státům        | mladým ženám   | mladým zvířatům   |
| Množné   | 4.  | Akuzativ     | koho? co?         | mladé muže         | mladé státy          | mladé ženy     | mladá zvířata     |
| Množné   | 5.  | Vokativ      | oslovení          | mladí muži!        | mladé státy!         | mladé ženy!    | mladá zvířata!    |
| Množné   | 6.  | Lokál        | (o) kom? (o) čem? | mladých mužích     | mladých státech      | mladých ženách | mladých zvířatech |
| Množné   | 7.  | Instrumentál | kým? čím?         | mladými muži       | mladými státy        | mladými ženami | mladými zvířaty   |